# Blackburn River
Blackburn River är ett vattendrag i territoriet Falklandsöarna (Storbritannien). Det ligger i den nordvästra delen av ögruppen, 150 km väster om huvudstaden Stanley.